# Panoramawagen Golden Pass-Express
De Panoramawagens voor de Golden Pass-Express zijn spoorwegrijtuigen voor het regionaal (toeristisch) personenvervoer van de Zwitserse spoorwegmaatschappij SBB Brünigbahn, die sinds 1 januari 2005 onderdeel is van de Zentralbahn (ZB).

## Geschiedenis
In navolging van de panoramarijtuigen voor de Golden Pass-Express van de Montreux-Berner Oberland-Bahn (MOB) liet de SBB Brünigbahn in 1992/93 twee 1e klasrijtuigen ombouwen en voorzien van panoramische ruiten.
Deze rijtuigen vormen met een aantal rijtuigen van het type EW III een compositie voor de Golden Pass-Express.

## Constructie en techniek
In het rijtuig is een klimaatbeheersingsysteem aangebracht. De draaistellen van het type SIG 90 zijn voorzien van schroefvering.

## Treindiensten
Deze rijtuigen worden als onderdeel van de Golden Pass (toeristische) verbinding tussen Luzern en Montreux door de Zentralbahn (ZB) ingezet op het traject:
- Luzern - Interlaken Ost